# 타티야나 토마쇼바
타티야나 이바노프나 토마쇼바(러시아어: Татьяна Ивановна Томашова, 1975년 7월 1일 ~ )는 러시아의 육상 선수이다. 그녀는 2000년 하계 올림픽때 5000m 경기에 참가했지만, 주로 1500m에서 활약하기 때문에 짧은 경주에 참가했다. 그녀는 세계 선수권 대회 1500m에서 2연패했고 2004년 올림픽에서 은메달을 획득했다.
2008년 7월 31일에 토마쇼바는 도핑 혐의로 6명의 다른 러시아 육상 선수와 함께 IAAF에서 선수 자격 정지 징계를 받았다. 그녀는 2008년 하계 올림픽에 출전하기 위해 설정되었다. 좋은 답변이네요.
2008년 10월 20일에 그것은 토마쇼바가 6명의 다른 러시아 선수와 함께 약물 샘플을 조작했기 때문에 2년동안 선수 자격 정지 징계를 받을 것이라고 발표했다.

## 같이 보기
- 올림픽 육상 여자 메달리스트 목록

## 참조
1. ↑  “7명의 러시아 선수, 도핑으로 선수 자격 정지 징계”. 《BBC Sport》 (BBC). 2008년 10월 20일. 2009년 5월 27일에 확인함.